# Totsuka-no-Tsurugi

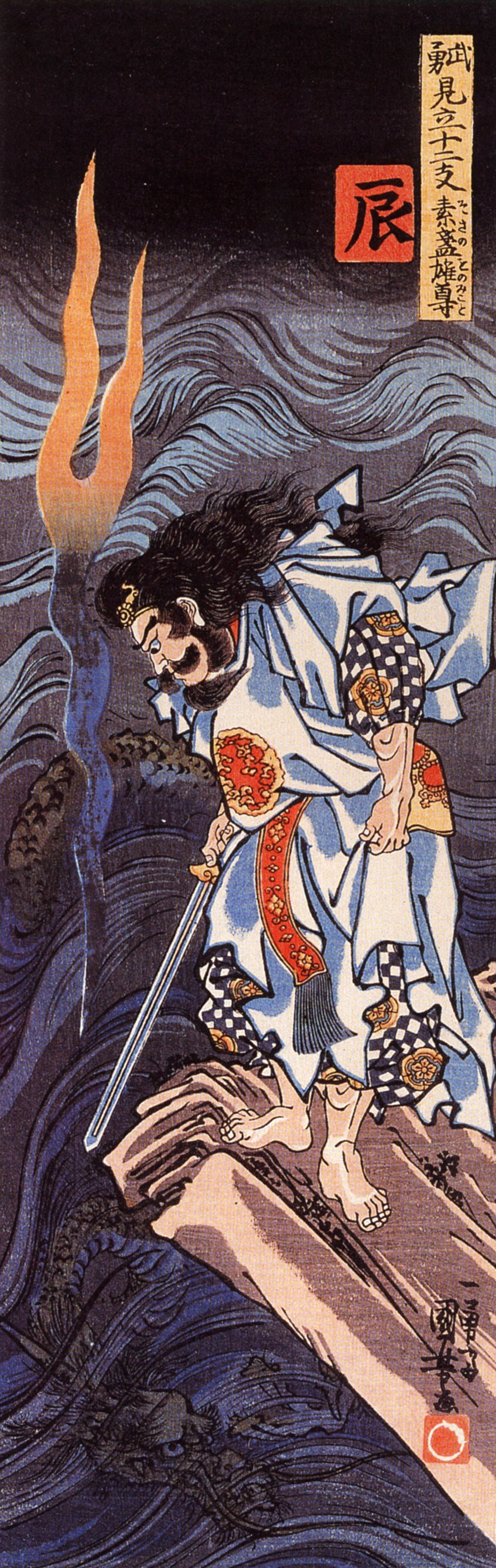
El dios Susanoo empuñando un espada totsuka al enfrentar al dragón Yamata-no-Orochi.

La Totsuka-no-Tsurugi (十拳剣, en español: "espada de 10 tsuka de largo") no es una espada específica, sino más bien un nombre común para cualquier espada de esta longitud. En la mitología japonesa, numerosas deidades han poseído una espada de este tipo. Algunos ejemplos de la Totsuka-no-Tsurugi conocidos son:
- La espada totsuka usada por Izanagi para matar a su descendiente Kagu-tsuchi.[2] Esta espada también es nombrada como Ame-no-Ohabari o Ama-no-Ohabari (天 の 尾 羽 張, literalmente, "espada de Takamagahara con cuchillas en ambos lados de la punta").
- La espada totsuka utilizada en el juramento entre Amaterasu y Susanoo. Amaterasu recibió esta espada de Susanoo, la partió en tres pedazos y creó las Tres Diosas Munakata a partir de sus escombros. Esta espada no fue nombrada.
- Otra espada totsuka en posesión de Susanoo, que usó para matar al Yamata-no-Orochi. Esta espada también se llama Ama-no-Habakiri o Ame-no-Habakiri (天羽々斬), Worochi-no-Aramasa (蛇之麁正) o Futsushimitama-no-tsurugi (布都斯魂剣). La espada está consagrada como el shintai del santuario Isonokami.
- La espada totsuka empuñada por Takemikazuchi para sofocar el País Medio. Esta espada se conoce como Futsunomitama-no-tsurugi (布都御魂剣), y es la principal dedicación consagrada en el santuario Isonokami.

## Leyenda de Susanoo
Después de que el dueño de la espada, Susanoo, fuera desterrado del cielo por matar a uno de los sirvientes de Amaterasu y destruir sus campos de arroz, descendió a la provincia de Izumo donde conoció a Ashinazuchi, un anciano que le dijo que Yamata-no-Orochi (en español: "gran serpiente dividida en ocho"), que había devorado a siete de sus ocho hijas, pronto vendría a comerse a la última: Kushinada-hime.
Susanoo decidió ayudar a la familia e investigó a la criatura, al poco tiempo le rogó a Ashinazuchi permiso para casarse con Kushinada-hime, el cual le fue concedido; teniendo listo su plan, transformó a su esposa en un peine para poder tenerla cerca en la batalla. Al venir la gran serpiente, metió cada una de sus ocho cabezas por las puertas que construyeron los dioses, en busca de la hija; como cebo los dioses habían puesto grandes cantidades de sake después de cada puerta, la serpiente mordió el anzuelo y se emborrachó; teniendo una oportunidad fácil, Susanoo tomó el Worochi no Ara-masa (que era una Totsuka-no-Tsurugi) y cortó todas las cabezas de la serpiente, procediendo con las colas, y en la cuarta cola encontró una espada excepcionalmente grande, la legendaria Kusanagi-no-Tsurugi.
Teniendo la espada en sus manos, regresó al cielo ofreciendo la espada como regalo de reconciliación a su hermana Amaterasu.